# 'Abd al-Rahman 'Azzam
ʿAbd al-Raḥmān Ḥasan ʿAzzām (in arabo عبد الرحمن حسن عزام‎?; Shūbak al-Gharbī, 8 marzo 1893 – Il Cairo, 2 giugno 1976) è stato un diplomatico egiziano.
Fu il primo Segretario generale della Lega araba.

## Biografia
Il padre, Hassan Bey, era originario di una famiglia araba di agrari, che s'era saputa mettere in luce fin dai primi del XIX secolo a Shubak al-Gharbi, un villaggio vicino Helwan, a sud del Cairo, dove anche ʿAbd al-Raḥmān poi nascerà.
Studiò nell'Università-moschea di al-Azhar, al Cairo, e Medicina nell'Università Khediviale della medesima città.
nazionalista egiziano, ʿAbd al-Raḥmān viene ricordato come una sorta di "Che Guevara arabo", per aver partecipato (nei ranghi ottomani) a un gran numero di conflitti contro i serbi, i russi e i britannici.
Partecipò anche alla guerra contro gli italiani nelle regioni libiche e, nel primo dopoguerra si adoperò per la nascita della prima repubblica del mondo arabo: la Repubblica di Tripolitania (1918-1922).
Fu un fervente sostenitore del Panarabismo, si oppose con fermezza alla partizione della Palestina.
La sua carriera politica lo vide deputato del parlamento egiziano nel 1924 e nel 1936, nonché ambasciatore del suo Paese in diversi Stati. Il 22 marzo 1945 divenne il primo Segretario generale della Lega araba e occupò questa posizione fino al 1952.
Fu lo zio materno di Ayman al-Zawahiri.